# ナカノヒトゲノム【実況中】
『ナカノヒトゲノム【実況中】』（ナカノヒトゲノムじっきょうちゅう）は、おそらによる日本の漫画。『pixivコミック』（ピクシブ）内のサービス『ジーンピクシブ』（KADOKAWA）にて、2014年10月27日より連載中。

## あらすじ
謎のフリーゲーム『ナカノヒトゲノム』。クリア寸前でゲーム実況者が行方不明になるといわれ、『失踪ゲーム』とも呼ばれる。
ナチュラル実況で名を馳せるゲーム実況者・入出アカツキが、『ナカノヒトゲノム』を実況していると「お迎えにあがります」とメッセージが出る。アカツキが目を覚ますと、そこは『ナカノヒトゲノム』の世界。入出はそこで更屋敷カリン、鬼ヶ崎カイコクと出会い第1ステージをクリア。そこへ監視役を名乗るパカがあらわれる。課せられたタスクは、数あるリアルゲームをクリアして、再生数1億を達成すること。入出たちは駆堂 アンヤ、忍霧 ザクロ、伊奈葉 ヒミコ、逢河 マキノ、路々森 ユズの8人で協力し、ゲームクリアを目指す。

## 登場人物
声はテレビアニメ版の声優。

### 13番街
入出 アカツキ（いりで アカツキ）
声 - 山下大輝
誕生日 - 4月1日 / 血液型 - O型 / 好きなゲーム - 脱出ゲーム､ロールプレイングゲーム
趣味 - 旅行、肉球探し / 好きな食べ物 - ダブルチーズバーガー、パエリア / 嫌いな食べ物 - 牛乳
苦手なもの - 血 / 武器 - なし / 家族構成 - 養母ユカコ
公立共学高校1年生、得意教科は生物・化学。一人称は「俺」。敬語（丁寧口調）で話す。名前の漢字表記は暁。
本作の主人公。ナチュラル実況で名を馳せる。前髪に白いメッシュが入っている。脱出ゲームが得意。日本中の花粉アレルギーをコンプリートしている。パンダが好き。体力が低く、体育が苦手。性格は明るく人懐こい。
実は入出家の養子で、元の名前は「空良（アキラ）」。
GAME45にてヒミコの実の兄である事が判明、幼い頃のヒミコを何度も危険な目に遭わせた結果父の親友である入出家に引き取られる
GAME47にてマダラメであることが判明。
更屋敷 カリン（さらやしき カリン）
声 - 鬼頭明里
誕生日 - 7月26日 / 血液型 - A型 / 好きなゲーム - ホラーゲーム
趣味 - ホラー映画鑑賞、心霊スポット調べ（現地には行かない） / 好きな食べ物 - プリン、おもち / 嫌いな食べ物 - つぶつぶした魚介類
苦手な物 - 実体験ホラー、にょろにょろした生物 / 武器 - 右ストレート、カイコクの刀（鞘による殴打） / 家族構成 - 父・母・兄ヒノキ（別居）
本作のヒロイン。ミッション系女子高1年生、得意教科は英語。一人称は「私」。名前の漢字表記は花凛。
ホラーゲームを中心に実況している。気が強い性格。通り名は「たたり姫」。記憶力がいい。
鬼ヶ崎 カイコク（おにがさき カイコク）
声 - 佐藤拓也
誕生日 - 2月3日 / 血液型 - O型 / 好きなゲーム - 和風・戦国統治もの
趣味 - 釣り、軍人将棋 / 好きな食べ物 - 寿司、てんぷら / 嫌いな食べ物 - 甘いもの
苦手な物 - 祖父 / 武器 - 番傘・日本刀（ほぼ使わない） / 家族構成 - 祖父カイウン・父クニヒト（旧姓は市居）・母カイエ（＋お手伝いさん）
国立大学1年生、得意科目は美術以外のすべての科目。一人称は「俺」。黒い着物を着流しに着ている。
戦国統治ゲームが得意。飄々とした武闘派。由緒ある旧家の一人息子。
駆堂 アンヤ（くどう アンヤ）
声 - 畠中祐、藤原夏海（幼少）
誕生日 - 10月10日 / 血液型 - B型 / 好きなゲーム - 格闘アクションゲーム
趣味 - 秘密基地づくり / 好きな食べ物 - 肉料理、ミントガム / 嫌いな食べ物 - ピーマン
苦手な物 - スイッチの入ったヒミコ / 武器 - 鉄パイプ / 家族構成 - 父・母・長兄ケンヤ（夭折）・次兄シンヤ
公立高校1年生、得意科目は体育。一人称は「オレ」。名前の漢字表記は杏也。フルフェイスヘルメットを首から背中にかけている。
格闘ゲームが得意。口は悪いが面倒見がいい。先天性の睡眠障害がある。千葉県出身。アカツキとは親友。ザクロとの仲が悪い。
忍霧 ザクロ（おしぎり ザクロ）
声 - 内山昂輝
誕生日 - 12月25日 / 血液型 - A型 / 好きなゲーム - ステルスゲーム
趣味 - ジョギング / 好きな食べ物 - きのこ / 嫌いな食べ物 - 辛いもの
苦手な物 - 女性 / 武器 - 折りたたみナイフ・仕込み針などの暗器・発煙弾 / 家族構成 - 父・母・双子の妹サクラ
私立男子高2年生、得意科目は地理。一人称は「俺」。名前の漢字表記は石榴。
ステルス系ゲームが得意。常に黒いマスクをつけている。真面目な性格。女性が苦手。キノコが好き。双子の妹・サクラを探すために「ナカノヒトゲノム」をプレイした。
伊奈葉 ヒミコ（いなば ヒミコ）
声 - 石見舞菜香
誕生日 - 5月22日 / 血液型 - O型 / 好きなゲーム - 育成シミュレーション
趣味 - 料理、家庭菜園 / 好きな食べ物 - 卵料理、おかかおにぎり / 嫌いな食べ物 - 梅干し
苦手な物 - カラオケ、声の大きい人 / 武器 - 特製閃光弾 / 家族構成 - 祖父・祖母・母・弟3人
公立中学校2年生、得意科目は家庭科。黄色いマフラーを巻き、ゴーグルを首からかけている。一人称は「私」。おとなしく「ささやき実況」で知られる。名前の漢字表記は陽美子。
育成シミュレーションゲームが得意。料理が上手。
GAME45にて悪夢の世界にて母親の言葉でアカツキが実の兄であった事を思い出す。
逢河 マキノ（あいかわ マキノ）
声 - 寺島拓篤
誕生日 - 2月14日 / 血液型 - B型 / 好きなゲーム - 恋愛シミュレーション
趣味 - 惰眠、音楽鑑賞（環境音） / 好きな食べ物 - ロールキャベツ、春巻き / 嫌いな食べ物 - 酸っぱいもの
苦手な物 - 人混み / 武器 - 澄んだ瞳 / 家族構成 - 祖母・父・母
私立高校2年生、得意科目は美術。一人称は「僕」。長い文章を発することがほとんどなく、単語で会話する。
恋愛シミュレーションゲームが得意。寝ていることが多い。
路々森 ユズ（ろろもり ユズ）
声 - 名塚佳織
誕生日 - 10月31日 / 血液型 - AB型 / 好きなゲーム - パズル・やりこみ系
趣味 - 植物＆人間観察、キモイぬいぐるみ集め / 好きな食べ物 - ジャンクフード類 / 嫌いな食べ物 - 精進料理
苦手な物 - 正座 / 武器 - 薬品アンプル / 家族構成 - 父・姉
修士課程を修了していて（飛び級）、研究所に勤務している。得意科目は生物・化学・外国語。一人称は「ボク」。ロングヘアに眼鏡をかけ、セーラー服の上に白衣をはおっている。名前の漢字表記は柚子。
パズルやゲームなど、やりこみ系ゲームが得意。つかみどころのない性格。年齡は不明だが、13番街メンバーの中では一番年長。アカツキに強く執着している。
「ユコ」という名前の姉がいる。
パカ（PAKA）
声 - 津田健次郎
『ナカノヒトゲノム』の監視役（13番街担当）。いつもアルパカの被り物をかぶっている。
プニツキ
第6ステージ｢カラカラ遺跡｣にて最奥の番人から生み出された。顔はアカツキそのものであり、体はスライム状になっている。食事はいらず、光合成と定期的に水につけるだけで世話ができる。主にヒミコに懐いており、アンヤのヘルメットを家だと思い込んでいる節がある。
第11ステージ｢過感情ドール｣では、ヒミコ、ザクロペアの｢怒｣の供養の解決の糸口となった。

### 地下
男女嶋 ナナミ（おめじま ナナミ）
声 - 平川大輔
9番街の実況者。一人称は「アタシ」。名前の漢字表記は七実。オネエ言葉で話す。背の高い成年男性。ニキという元相棒と一緒に白の部屋につながる横穴を掘った。
忍霧 サクラ（おしぎり サクラ）
声 - 戸田めぐみ
11番街の実況者。一人称は「私」。名前の漢字表記は桜。ザクロの双子の妹。ナナミに淡い恋心を抱いている。
赤札 チヒロ（あかふだ チヒロ）
声 - 永塚拓馬
11番街の実況者。一人称は「オレ」。名前の漢字表記は千裕。サクラが好き。背が小さい。

### 東京
更屋敷 ヒノキ（さらやしき ヒノキ）
カリンの兄。名前の漢字表記は日乃貴。更屋敷探偵事務所の所長。『ナカノヒトゲノム』相関の失踪事件を調べている。
国分寺 シズハ（こくぶんじ シズハ）
ヒノキの助手で大学の後輩。名前の漢字表記は静波。
駆堂 シンヤ（くどう シンヤ）
声 - 島﨑信長
アンヤの次兄。名前の漢字表記は真也。ヒノキにアンヤの捜索を頼む。

### 入出家周辺
入出 アキト（いりで アキト）
アカツキ（アキラ）の養父。名前の漢字表記は暁人。勤務先の研究所で事故で死んだ。
入出 ユカコ（いりで ユカコ）
声 - 能登麻美子
アカツキ（アキラ）の養母。アキトの妻。名前の漢字表記は夕架子。夫と息子が死んだ時からだんだん不安定になっていく。養子のアキラをアカツキに改名した。
仁木 イチヤ（にき イチヤ）
声 - 浪川大輔
アカツキ（アキラ）の叔父。ユカコの弟。名前の漢字表記は一哉。壊れている姉を気にかけている。喫煙者。9番街の実況者でナナミの元相棒。島から帰るためにカーマイン（CARMINE）の席を引き継ぐ。
入出 アカツキ（いりで アカツキ）
アキトとユカコの実の息子。生まれつき身体が弱く、病気で亡くなった。

### その他
駆堂 ケンヤ（くどう ケンヤ）
声 - 逢坂良太
アンヤの長兄。名前の漢字表記は健也。夭折している。

## 書誌情報
- おそら『ナカノヒトゲノム【実況中】』KADOKAWA〈MFC ジーンピクシブシリーズ〉、既刊10巻（2020年2月27日現在）
  1. 2015年06月27日発売[8] ISBN 978-4-04-067642-5
  2. 2015年10月27日発売[9] ISBN 978-4-04-067901-3
  3. 2016年04月27日発売[10] ISBN 978-4-04-068195-5
  4. 2016年10月27日発売[11] ISBN 978-4-04-068682-0
  5. 2017年04月27日発売[12] ISBN 978-4-04-069160-2
  6. 2017年11月27日発売[13] ISBN 978-4-04-069476-4
  7. 2018年05月26日発売[14] ISBN 978-4-04-069872-4
  8. 2018年11月26日発売[15] ISBN 978-4-04-065253-5
  9. 2019年6月27日発売[16] ISBN 978-4-04-065781-3
  10. 2020年2月27日発売[17] ISBN 978-4-04-064247-5
    - 『アニメDVD付き特装版』 同日発売[18] ISBN 978-4-04-064248-2

## テレビアニメ
2018年5月にアニメ化が発表され、2019年7月から9月までAT-X、TOKYO MXほかにて放送された。

### スタッフ
- 原作 - おそら[2][3]
- 監督 - 大沼心[2][3]
- シリーズ構成 - 下山健人[2][3]
- キャラクターデザイン・総作画監督 - 髙橋瑞紀[2][3]
- プロップデザイン - 佐藤秋子[2]
- メインアニメーター - 藤田亜耶乃[2]
- 美術監督 - 片平真司[2]
- 色彩設計 - 月野えりか[2]
- 撮影監督 - 新谷優子、菊池優太郎[2]
- 3D監督 - 北村浩久
- 編集 - 近藤勇二[2]
- 音響監督 - 土屋雅紀[2]
- 音楽 - 佐藤純一、TEAM WHIM[2]
- 音楽プロデューサー - 佐藤純之介、佐藤純一[2]
- 音楽制作 - ランティス[2]
- プロデューサー - 田村淳一郎、加藤友季子、陳依依、笠原周造、加藤剛、楊國祥、岩崎大介、吉江輝成、柏木豊、福井詔雄、尾形光広
- アニメーションプロデューサー - 金子逸人
- アニメーション制作 - SILVER LINK.[2]
- 製作 - ナカノヒトゲノム【実況中】製作委員会[2]

### 主題歌
特記がない限り作曲・編曲は佐藤純一。

#### OP・ED
「not GAME」
畠中祐によるオープニングテーマ。作詞は松藤量平、編曲は佐藤純一と守尾崇。
「僕を見つけて」
fhánaによるエンディングテーマ。第10話を除く全話で使用。作詞は林英樹。

#### 挿入歌
「願い事」
第1話で使用。作詞はtowana、ストリングスアレンジは真部裕、歌はfhána。
「24hours precious」
第2話で使用。作詞・歌はRIRIKO。
「アルゴリズム」
第3話で使用。作詞はem:óu、歌は緒方恵美。
「ただの雨音になるまで」
第4話で使用。作詞は宮川弾、歌は結城アイラ。
「鬼ノ木偶刀、かく語りき」
第5話で使用。作詞・歌は片霧烈火、編曲はANCHORと佐藤純一。
「アンブレラ」
第6話で使用。作詞は松藤量平、編曲はebaと佐藤純一、歌は畠中祐。
「不条理はリピート」
第7話で使用。作詞はhotaru、歌は湯毛。
「カラフルスクランブル」
第8話で使用。作詞は結城アイラ、編曲は佐藤純一とyuichi NAGAO、歌はNOW ON AIR。
「Code "Genius"?」
第9話で使用。作詞は田淵智也、歌は亜咲花。
「Where you are」
第10話で使用。作詞はtowana、歌はfhána。
「そよ風のパレット」
第11話で使用。作詞はtowana、歌は南波志帆。

### 各話リスト
| 話数         | サブタイトル                | 脚本       | 絵コンテ       | 演出              | 作画監督                                                         |
| ------------ | --------------------------- | ---------- | -------------- | ----------------- | ---------------------------------------------------------------- |
| GAME 01      | ARE WE FRIENDS              | 下山健人   | 大沼心         | 大沼心            | 髙橋瑞紀                                                         |
| GAME 02      | BORN THIS WAY               | 下山健人   | 澤井幸次       | 岡本恵里香        | 藤田亜耶乃 氏家里恵 藪田裕希 池津寿恵 岡田雅人 佐藤このみ        |
| GAME 03      | CLUMSY PRETENDER            | 下山健人   | 二瓶勇一       | 椿喬祇 大沼心     | 髙橋瑞紀 藤田亜耶乃 原口渉 佐藤このみ 川口弘明 服部憲知 吉田肇   |
| GAME 04      | DAYDREAM AND NIGHTMARE      | 井上亜樹子 | 澤井幸次       | 岡本恵里香        | 藤田亜耶乃 大槻南雄 小川みずえ 安藤香春 ことさん                 |
| GAME 05      | DUSK AND DAWN               | 井上亜樹子 | 細田雅弘       | 細田雅弘          | 髙橋瑞紀 原口渉 藤田亜耶乃 正木優太 若山政志 吉田肇 和田賢人     |
| GAME 06      | ERASE MY REALITY            | 下山健人   | 大内大和       | 大内大和          | 南伸一郎 山崎浩平 大槻南雄 Kim Seong-il                          |
| GAME 07      | FOOTSTEPS OUTSIDE           | 横手美智子 | こでらかつゆき | 関根侑佑 大内大和 | 澤入祐樹 大槻南雄 吉田肇 片山敬介 秋田英人 服部憲知              |
| GAME 08      | GLIMPSE OF ADULTHOOD        | 横手美智子 | 岩畑剛一       | 福多潤            | 本田辰雄 髙井孝伊 竹森由加 大槻南雄                              |
| GAME 09      | HEAVEN WHITE AND HELL BLACK | 井上亜樹子 | 澤井幸次       | 大内大和          | 澤入祐樹 佐藤香織 原口渉 水崎健太 今田茜 薮田裕希 池津寿恵       |
| GAME 10      | HOLD ON AND LET GO          | 井上亜樹子 | 渡部高志       | 山口頼房          | 髙橋瑞紀 大槻南雄 藤田亜耶乃 中津川孝広 若山政志 片山敬介 吉田肇 |
| GAME 11      | ISOLATED SOUL               | 下山健人   | 湊未來         | 加藤段像          | 原口渉 山口菜 水崎健太 安藤香春 岡田雅人                         |
| GAME 12      | JOURNEY GOES ON             | 下山健人   | 澤井幸次       | 福多潤            | 大槻南雄、原口渉、竹森由加、Kim Seong-il、藤田亜耶乃             |
| GAME EX(OVA) | Fish Or Mushroom            |            |                |                   |                                                                  |

### 放送局
| 放送期間                | 放送時間                     | 放送局     | 対象地域 | 備考                                 |
| ----------------------- | ---------------------------- | ---------- | -------- | ------------------------------------ |
| 2019年7月7日 - 9月22日  | 日曜 22:00 - 22:30           | AT-X       | 日本全域 | 製作参加 / CS放送 / リピート放送あり |
| 2019年7月8日 - 9月23日  | 月曜 0:30 - 1:00（日曜深夜） | TOKYO MX   | 東京都   |                                      |
|                         |                              | BS11       | 日本全域 | BS放送 / 『ANIME+』枠                |
|                         | 月曜 0:45 - 1:15（日曜深夜） | KBS京都    | 京都府   |                                      |
|                         | 月曜 1:00 - 1:30（日曜深夜） | サンテレビ | 兵庫県   |                                      |
| 2019年7月10日 - 9月24日 | 水曜 2:35 - 3:05（火曜深夜） | テレビ愛知 | 愛知県   |                                      |

| 配信期間                | 配信時間                       | 配信サイト |
| ----------------------- | ------------------------------ | --- |
| 2019年7月7日 - 9月22日  | 日曜 22:30 更新                | dアニメストア |
|                         | 日曜 22:30 - 23:00             | AbemaTV |
| 2019年7月15日 - 9月30日 | 月曜 0:00（日曜深夜）以降 更新 | Amazonプライム・ビデオ ひかりTV U-NEXT アニメ放題 ビデオパス J:COMオンデマンド Hulu バンダイチャンネル GYAO! FOD niconico あにてれ Rakuten TV ビデオマーケット DMM.com ムービーフル HAPPY!動画 |

### BD / DVD
| 巻 | 発売日         | 収録話          | 規格品番  | 規格品番   |
| 巻 | 発売日         | 収録話          | BD        | DVD        |
| -- | -------------- | --------------- | --------- | ---------- |
| 1  | 2019年9月25日  | 第1話 - 第3話   | KAXA-7801 | KABA-10741 |
| 2  | 2019年10月25日 | 第4話 - 第6話   | KAXA-7802 | KABA-10742 |
| 3  | 2019年11月27日 | 第7話 - 第9話   | KAXA-7803 | KABA-10743 |
| 4  | 2019年12月25日 | 第10話 - 第12話 | KAXA-7804 | KABA-10744 |

### Webラジオ
『ナカノヒトゲノムラジオ【配信中】〜どうか死ぬ気で聴いて下さいませ〜』のタイトルで、2019年7月13日から9月29日まで音泉にて隔週土曜日に配信された。パーソナリティはパカ役の津田健次郎。